# Psammophis
Psammophis är ett släkte av ormar. Psammophis ingår i familjen Psammophiidae.
Hos släktets medlemmar är halsen inte lika tjock som huvudet och ögonen har en rund pupill. De mjuka fjällen på kroppen bildar 11 till 19 rader. Arterna förekommer främst i Afrika och i Mellanöstern. De vistas i savanner, i torra buskskogar samt på bergsängar. Dessa ormar jagar små ryggradsdjur med hjälp av gift. Giftet är allmänt ofarlig för människor men bettet från Psammophis biseriatus kan vara smärtsamt och bettet från andra arter resulterar ibland i tydliga svullnader. Honor lägger ägg.
Arten Psammophis condanarus lever i Pakistan, Indien, Nepal, Myanmar och Laos. Psammophis lineolatus förekommer i Centralasien.

## Taxonomi
Arter enligt Catalogue of Life:
- Psammophis aegyptius
- Psammophis angolensis
- Psammophis ansorgii
- Psammophis biseriatus
- Psammophis condanarus
- Psammophis crucifer
- Psammophis elegans
- Psammophis jallae
- Psammophis leightoni
- Psammophis leithii
- Psammophis leopardinus
- Psammophis lineolatus
- Psammophis longifrons
- Psammophis mossambicus
- Psammophis notostictus
- Psammophis phillipsi
- Psammophis pulcher
- Psammophis punctulatus
- Psammophis rukwae
- Psammophis schokari
- Psammophis sibilans
- Psammophis subtaeniatus
- Psammophis tanganicus
- Psammophis trigrammus
- Psammophis zambiensis

The Reptile Database listar ytterligare 9 arter.